# Circonscription de Nebelet
La circonscription de Nebelet est une des 38 circonscriptions législatives de l'État fédéré du Tigré, elle se situe dans la Zone centre. Son représentant actuel est Astbeha Aregawi.